# Oskar Schmid
Oskar Paul Schmid (* 4. November 1880 in Ulm; † 22. Juni 1962 in Immenstaad am Bodensee) war ein deutscher Jurist.

## Werdegang
Schmid studierte in Tübingen und Berlin Rechtswissenschaft, promovierte in Tübingen mit einer erbrechtlichen Dissertation und trat in den württembergischen Justizdienst ein. Von 1927 bis 1934 war er Ministerialrat im württembergischen Staatsministerium und in dieser Funktion von 1930 bis 1933 ordentliches Mitglied des Verwaltungsgerichtshofs. Von 1934 bis 1945 war er Senatspräsident am Oberlandesgericht Stuttgart.
Nach Kriegsende war er von Oktober 1945 bis Oktober 1949 Präsident des Landgerichts Ravensburg. Vom 1. Januar 1951 bis 30. Juni 1953 war er Präsident des Oberlandesgerichts Tübingen und des Staatsgerichtshofes für das Land Württemberg-Hohenzollern.
Seit dem Studium war er Mitglied der Studentenverbindung Akademische Gesellschaft Stuttgardia Tübingen, aus der er nach 1933 ausschied.

## Ehrungen
- 1952: Verdienstkreuz (Steckkreuz) der Bundesrepublik Deutschland
- 1953: Großes Verdienstkreuz der Bundesrepublik Deutschland